# Тромсдален (футбольный клуб)
«Тромсдален» (норв. Tromsdalen Fotball) — норвежский футбольный клуб из города Тромсё. В настоящий момент он выступает в ОБОС-лиге, втором по силе дивизионе страны. 
Футбольный клуб был основан в 1938 году. В последние десятилетия клуб преимущественно выступает в Первом дивизионе, периодически вылетая во Второй дивизион. В 2011 году «Тромсдален», выступая во Втором дивизионе, выиграл в своей группе, забив при этом 105 голов в 26 играх, что стало национальным рекордом.
«Тромсдален» играет свои домашние матчи на стадионе Тромсдален в Тромсё, вмещающем 3 000 зрителей.